# Campana-Platten

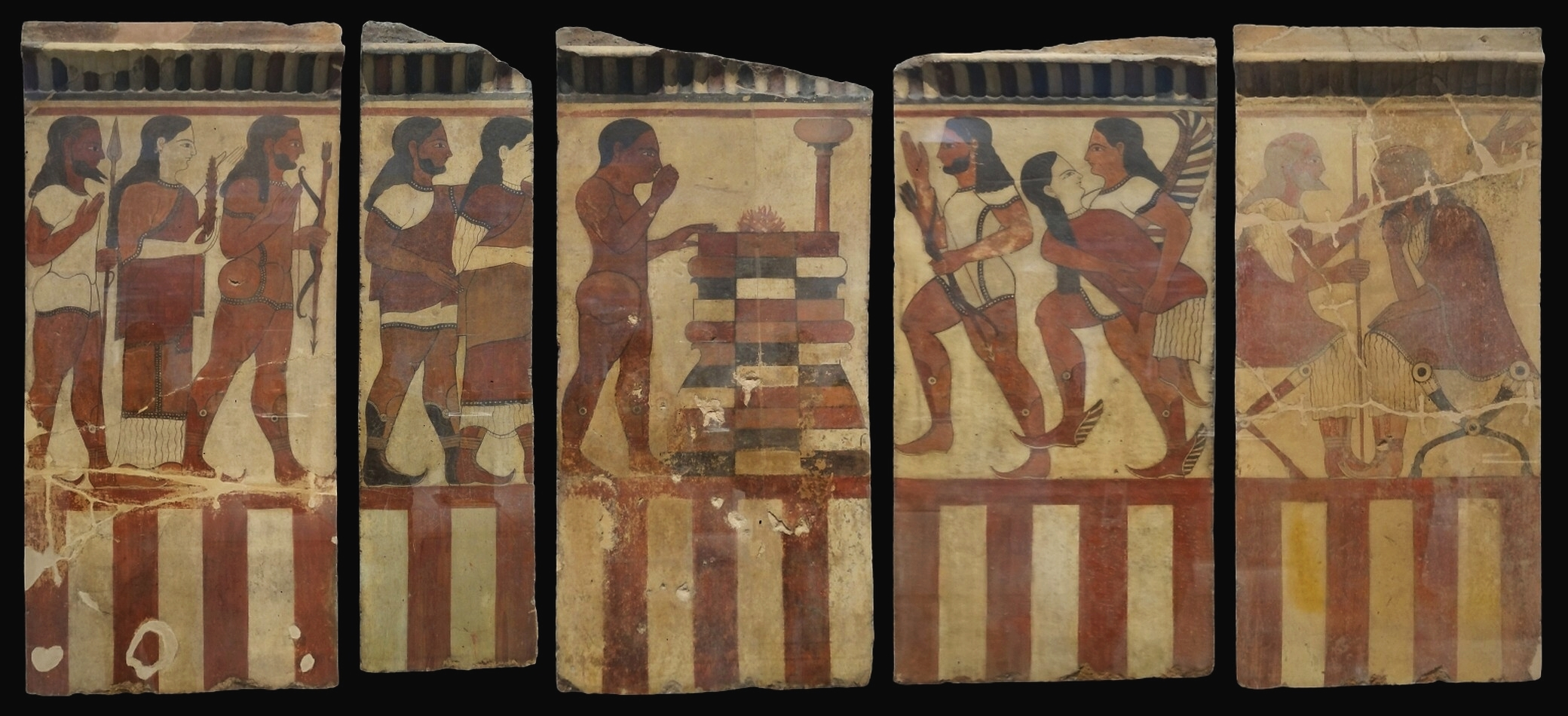
Die etruskischen Campana-Platten aus dem Louvre in Paris

Die Campana-Platten sind etruskische Artefakte aus dem 6. Jahrhundert v. Chr. und befinden sich heute im Louvre in Paris. Die Tafeln stammen aus einem Kammergrab und zählen neben den Boccanera-Platten zu den wenigen erhalten gebliebenen bemalten Terrakotta-Platten aus der etruskischen Kunst.

## Entdeckung
Die Campana-Platten wurden in den 1840er Jahren von Giampietro Campana, einem italienischen Unternehmer und Kunstsammler, in der Banditaccia-Nekropole von Caere, dem heutigen Cerveteri, entdeckt. Die Etrusker nannten diesen Ort Caisra. Da Campana sein Vermögen teilweise auf unrechtmäßige Weise erworben hatte, wurde seine Sammlung 1858 nach seiner Inhaftierung und Verurteilung eingezogen und verkauft. Einen großen Teil der Sammlung erwarb das französische Kaiserreich im Jahr 1861. Die wertvollsten Artefakte, darunter die Campana-Platten und ein Ehegatten-Sarkophag, gingen 1863 an den Louvre. Die Tafeln werden dort unter den Inventar-Nummern Cp 6624, 6625, 6626, 6627 und 6628 geführt. Die ursprüngliche Reihenfolge der Tafeln an den Grabwänden ist nicht dokumentiert. Bei der Präsentation der Platten im Louvre oder Louvre-Lens folgt man im Wesentlichen der Reihenfolge der Nummerierung. Vertauscht werden gelegentlich die ersten und letzten beiden Tafeln.

## Beschreibung
Die Campana-Platten sind aus Terrakotta gefertigt, einer unglasierten Tonware aus Tonmineralen. Sie wurden nach dem Brennen glatt poliert und anschließend bemalt. Die Tafeln besitzen nicht ganz einheitliche Maße. Ihre Höhe beträgt etwa 130 cm und ihre Breite liegt bei 60 cm. Eine Tafel scheint später zugeschnitten worden zu sein und misst nur noch etwas mehr als 30 cm in der Breite. Die Platten stammen aus der archaischen Epoche der etruskischen Kunst. Die Technik der Bemalung besitzt deutliche Bezüge zur Gestaltung zeitgenössischer Keramikware. Die Tafeln werden auf 550 bis 525 v. Chr. datiert.
Alle Tafeln sind jeweils in drei Zonen eingeteilt. In den unteren Feldern wechseln sich senkrechte karminrote und cremefarbene Streifen ab. Den waagrechten Abschluss zum mittleren Feld bildet jeweils ein schmaler roter Streifen. Die mittleren Felder zeigen insgesamt sieben Männer- und vier Frauenfiguren, die in mehreren Personengruppen angeordnet sind. Die obere schmale Zone besteht aus einem vorspringenden Gesims mit einer Godronierung, deren Rippen nach oben mit einer Rundung abschließen.

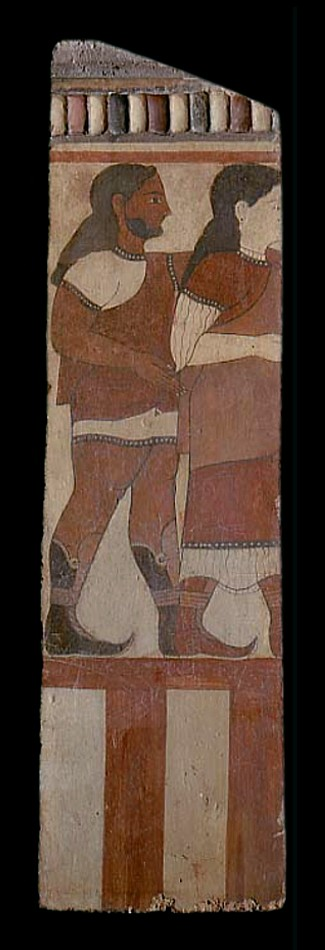
Louvre Cp 6624
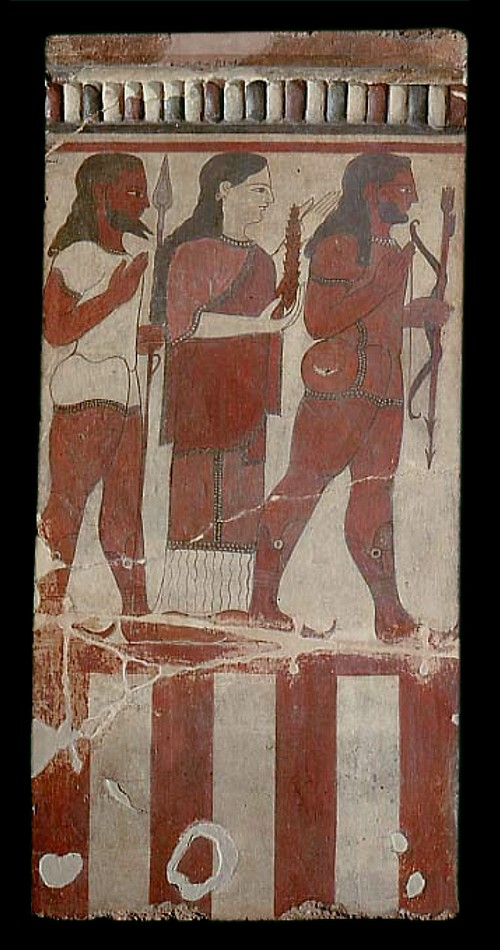
Louvre Cp 6625
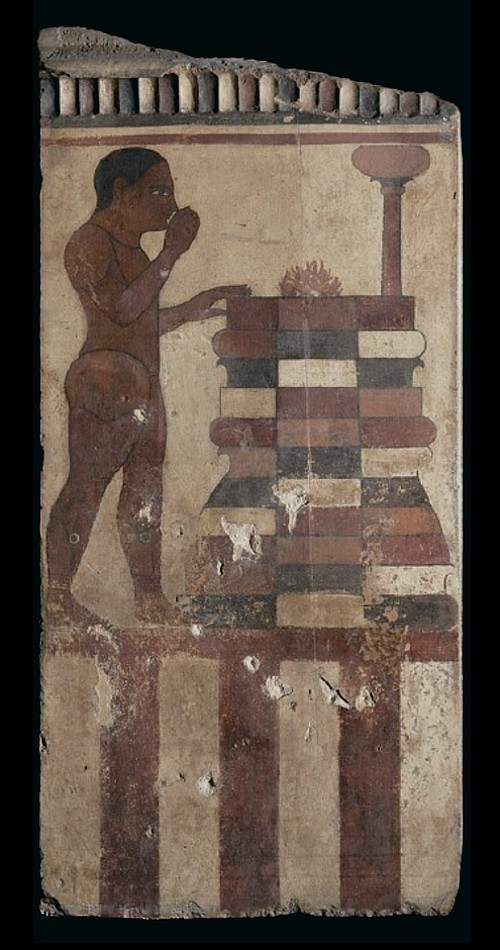
Louvre Cp 6626
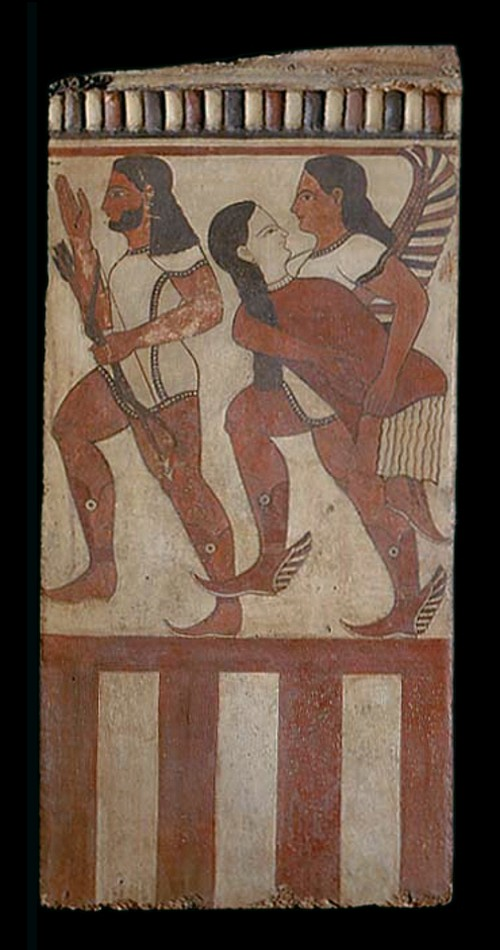
Louvre Cp 6627
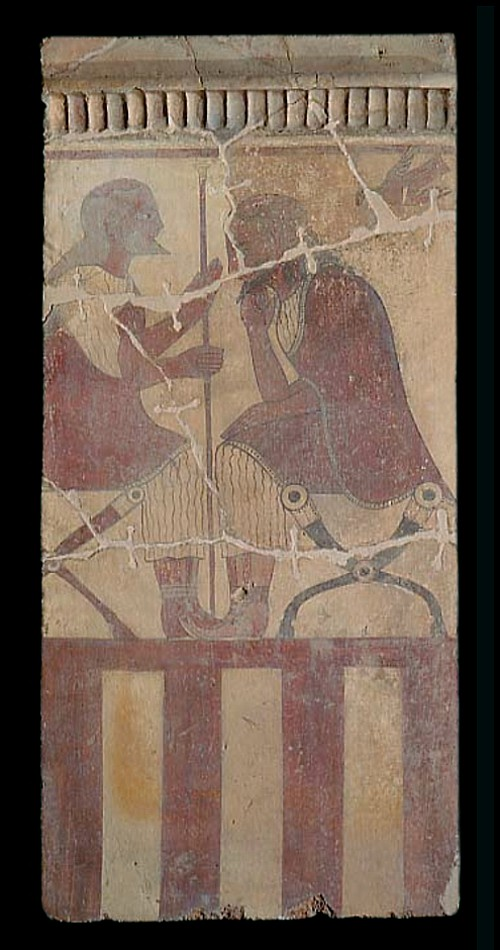
Louvre Cp 6628

In den ersten beiden Figurenfeldern bewegt sich eine Personengruppe aus drei Männern und zwei Frauen von links nach rechts. Die Männer tragen alle einen kurzen Chiton. Zwei von ihnen sind bewaffnet, einer mit einer Lanze, der andere mit Pfeil und Bogen, der dritte ist in einen kurzen Umhang gehüllt. Die beiden Frauen tragen jeweils unter ihren langen Oberteilen aus festerer Wolle einen feinen ionischen Chiton, der bei einer Frau bodenlang ist und bei der anderen nur zu den Waden reicht. Alle fünf Personen tragen an ihren Füßen Calcei repandi, spitze, knöchelhohe, geschlossene Stiefel. Im mittleren Figurenfeld sieht man einen nackten Mann vor einem Bauwerk aus bunten, teilweise abgerundeten Schichtelementen. Im Hintergrund befindet sich ein pfeilerähnlicher Ständer mit einem beckenförmigen Aufsatz.
Im anschließenden Feld bewegen sich von rechts nach links ein Mann und eine Figur mit Flügel am Rücken und an den Schuhen. Beide tragen einen kurzen Chiton. Der Mann ist mit Pfeil und Bogen bewaffnet. Das geflügelte Wesen scheint ebenfalls ein Mann zu sein, zumal die abgebildete Person einen kurzen Chiton trägt, der typisch für die Bekleidung eines Mannes ist. Die geflügelte Figur hält eine weibliche Person in ihren Armen, die mit einem langen Umhang bekleidet ist, unter dem ihre Arme vollständig verborgen sind. Unter dem Umhang schaut ein feiner langer Chiton hervor, wobei der Unterkörper der Frau deutlich verkürzt dargestellt ist.
Im letzten Feld sitzen ein älterer und ein etwas jüngerer Mann jeweils auf einem Klappstuhl mit x-förmigen gekrümmten Beinen ohne Arm- und Rückenlehne, den die Römer von den Etruskern übernahmen und als sella curulis bezeichneten. Der ältere Mann hat eine Stirnglatze, graues Haupt- und Barthaar, der jüngere scheint dunkles Haar zu tragen. Die Männer sind einander zugewandt, wobei der ältere Mann in der einen Hand einen Stab hält und die andere zu einer Geste des Redens anhebt. Der etwas jüngere Mann stützt seinen Kopf mit der Hand seines abgewinkelten Arms, als würde er dem Älteren zuhören. Rechts oben erkennt man über der Szenerie einen Vogel im Flug.

## Deutung
Die Bedeutung der dargestellten Bildmotive ist bis heute unklar und umstritten. Aus dem Kammergrab als Ort der Entdeckung lässt sich nicht schlussfolgern, dass die Tafeln angefertigt wurden, um ein Grab auszuschmücken. Daher müssen die Bildmotive auch keinen unmittelbaren Bezug zu einem Begräbnis und dessen Ritualen aufweisen, wie dies sonst in der Grabmalerei der Fall ist. Wahrscheinlicher ist, dass die Platten ursprünglich einen Tempel oder Repräsentationsräume der Aristokratie verziert haben und erst später zusammengestellt und zugeschnitten wurden, um die Innenwände eines Grabes zu verkleiden. Dafür spricht, dass die Tafeln im Gegensatz zu den Boccanera-Platten kein durchgehendes und kohärentes Ensemble bilden.

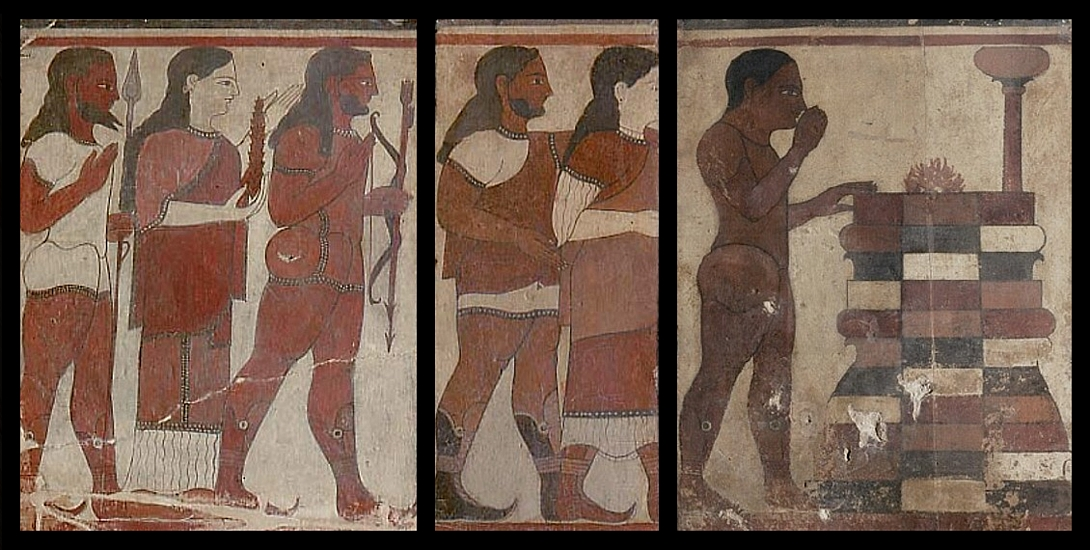
Mögliche Prozession mit Darbringung eines Opfers
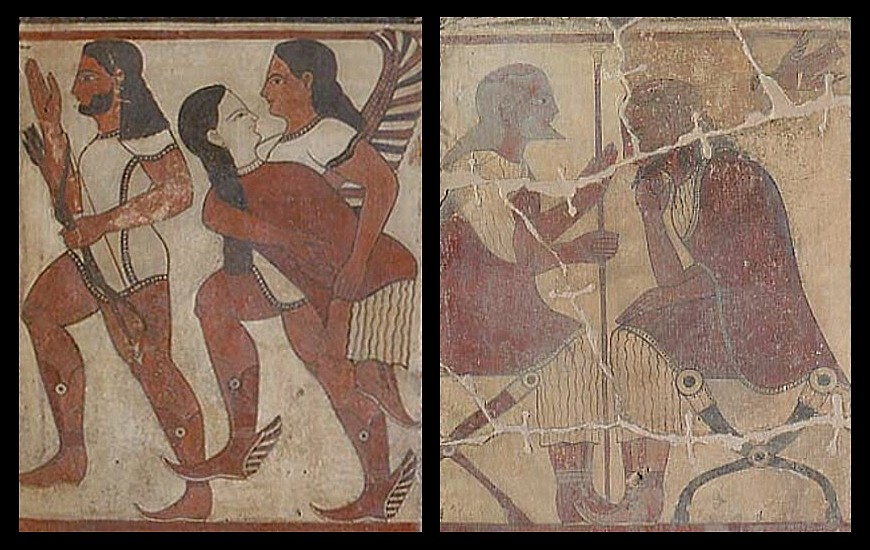
Vermutete Szenen mit Alkestis und Admetos

Die erste Figurengruppe veranschaulicht möglicherweise eine Art von Prozession. Dieses Motiv setzt sich allem Anschein nach in der zweiten Platte fort. Auf der dritten Tafel, die vielleicht den Endpunkt der Prozession darstellt, scheint ein Priester oder ein Adorant ein Opfer vor oder auf einem Altar darzubringen. Auf dem Altar dürften die züngelnden Flammen eines Feuers dargestellt sein. Passend zum religiösen Charakter der Zeremonie könnte sich auf dem Ständer hinter dem Altar ein rituelles Becken (Lebes) befinden.
Die vierte und fünfte Platte zeigen vielleicht Motive aus dem Sagenkreis um Alkestis und Admetos. Die Etrusker übernahmen häufig Szenen und Gestalten aus der griechischen Mythologie und identifizierten ihre Gottheiten mit Figuren aus dem griechischen Pantheon. Auf der vierten Tafel könnte Herakles (etruskisch Herkle)  dargestellt sein, wie er zusammen mit Hermes, in dem die Etrusker ihren Gott Turms wiedererkannten, Alkestis (etruskisch Alcstei) aus der Unterwelt zurück zu Admetos (etruskisch Atmite) bringt. Man vermutet, dass die geflügelte Gestalt, die die weibliche Figur in den Armen hält, Hermes bzw. Turms darstellen soll. Allerdings steigt in der griechischen Sage Herakles allein in die Unterwelt hinab, um Alkestis zurückzuholen. Häufig wandelten die Etrusker aber griechische Mythen ab und ergänzten sie um weitere Szenen und Figuren. Die letzte Tafel zeigt möglicherweise Admetos und seinen Vater Pheres, Stadtgründer und König der nach ihm benannten Stadt Pherai in Thessalien. Jedenfalls beraten sich zwei hohe Würdenträger, denn die sella curulis galt in der Antike als Herrschaftszeichen und war für Amtshandlungen bestimmt.

## Hintergrund

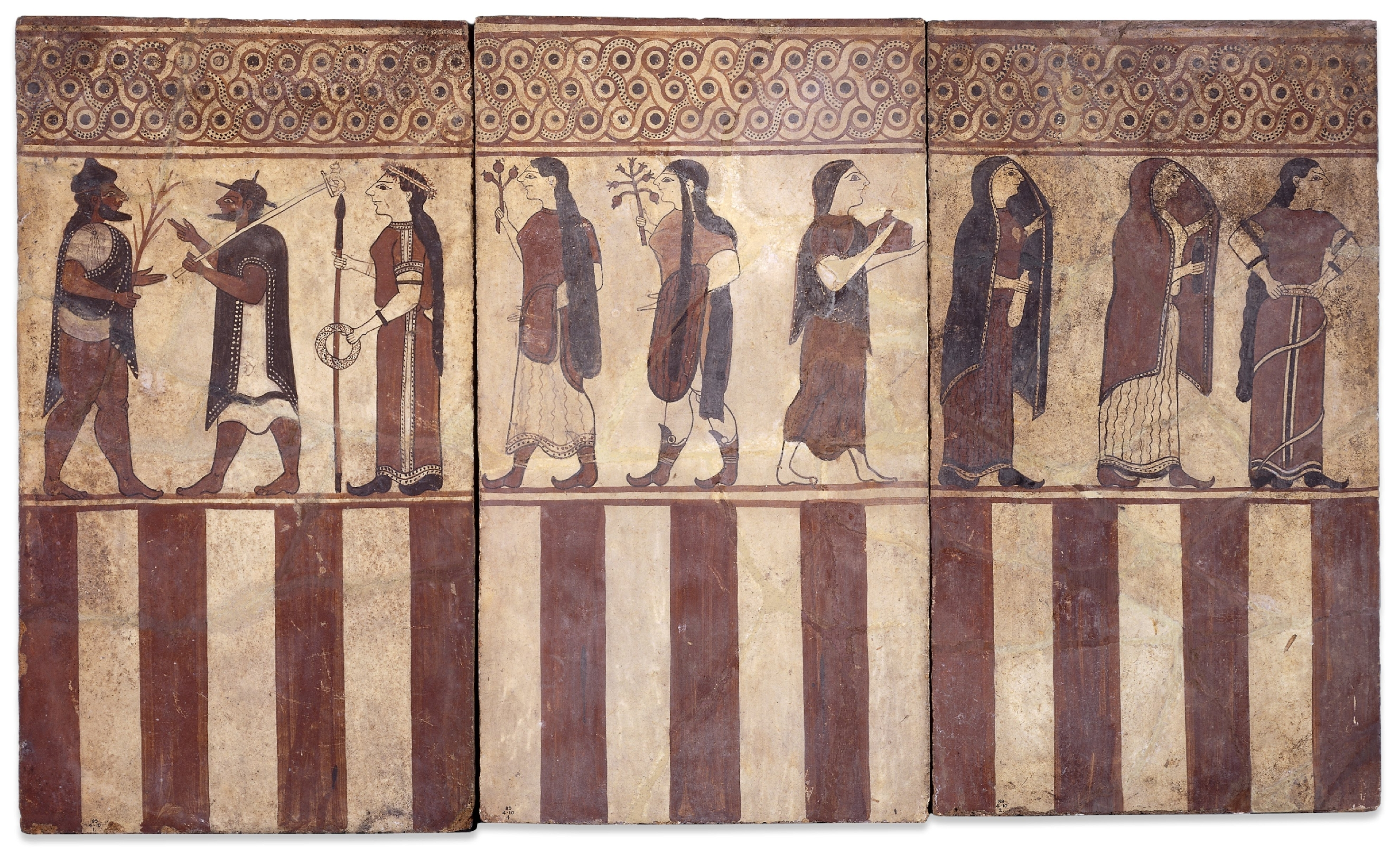
Die Boccanera-Platten aus dem Britischen Museum in London

Die Bemalung von Terrakotta-Tafeln, die dann nebeneinander in durchgehenden Friesen an Wänden befestigt wurden, war in Caere im 6. Jahrhundert v. Chr. ein herausragendes Merkmal des künstlerischen Schaffens. Die Tatsache, dass solche Tafeln zuerst in Gräbern gefunden wurden, führte dazu, dass sie zunächst als Grabbeigaben interpretiert wurden. Erst später erkannte man, dass solche Platten auch an den Wänden von Häusern und Tempeln angebracht waren, wo sie eine ganz andere Funktion erfüllten. Allerdings sind nur wenige großformatige Terrakotta-Platten erhalten geblieben, darunter die Boccanera-Platten, die ebenfalls aus der Banditaccia-Nekropole stammen. Zahlreich dagegen sind Fragmente von bemalten Tafeln, die keinem Gesamtwerk zugeordnet werden können und den Zweck ihrer Anfertigung nur erahnen lassen.
Die technische Ausführung der Bemalung folgt bei den Campana-Platten den Konventionen der archaischen Malerei. Die Stilisierung der Figuren mit ihren auffälligen Proportionen, die ausdrucksstarken Gesten, die Formen der Gesichter mit schmalen Augen und die Ausarbeitung der Details zeichnen die etruskische Kunst dieser Zeit aus. Der Malstil war maßgeblich beeinflusst von griechischen Künstlern aus Ionien. Aufgrund des Drucks, den das aufstrebende  Perserreich auf Kleinasien ausübte, waren im späten 6. Jahrhundert v. Chr. viele Griechen nach Etrurien ausgewandert. Entsprechend groß war der ionische Einfluss auf die etruskische Kunst und prägte die Kunstwerke aus dieser Epoche.